# Кононенко, Вера Константиновна
Вера Константиновна Кононенко (1 ноября 1941, село Вишневое, теперь Токмакского района Запорожской области) — украинская советская деятельница, доярка колхоза имени Ленина Токмакского района Запорожской области. Герой Социалистического Труда (8.04.1971). Депутат Верховного Совета СССР 8-9-го созывов.

## Биография
Родилась в крестьянской семье. В 1958 году окончила среднюю школу.
В 1958—1961 годах — колхозница, с 1961 года — доярка колхоза имени Ленина села Любимое Токмакского района Запорожской области.
Закончила заочно Херсонский сельскохозяйственный институт.
После окончания института — зоотехник колхоза имени Ленина села Любимое Токмакского района Запорожской области.
Потом — на пенсии в селе Вишневое Токмакского района Запорожской области.

## Награды
- Герой Социалистического Труда (8.04.1971)
- два ордена Ленина (22.03.1966, 8.04.1971)
- орден Октябрьской Революции (14.02.1975)
- медаль «За доблестный труд. В ознаменование 100-летия со дня рождения Владимира Ильича Ленина» (1970)
- малая золотая медаль ВДНХ СССР (1969)
- медали